# موشن گلام
موشن گلام (به انگلیسی: Moshe Glam) مدافع اهل اسرائیل است که از سال ۱۹۹۳ تا ۱۹۹۷ میلادی عضو تیم ملی فوتبال اسرائیل بوده و در ۳۰ بازی ملی حضور داشته است. موشن گلام توانسته در بازی‌های ملی، ۲ گل به ثمر برساند.